# روبن جرباشیان
روبن تیگرانی جرباشیان (ارمنی: Ռուբեն Տիգրանի Ջրբաշյան؛  زادهٔ ۱۳ دسامبر ۱۹۳۴) زمین‌شناس، استاد، آکادمیسین اهل ارمنستان است.

## زندگی‌نامه
وی در ۱۳ دسامبر ۱۹۳۴ در ایروان به دنیا آمد و از دانشگاه دولتی ایروان فارغ‌التحصیل گشت. وی پسر تیگران جرباشیان است. وی عضو فرهنگستان ملی علوم ارمنستان است. همچنین برندهٔ جوایزی همچون نشان آنانیا شیراکاتسی (۲۰۰۳)، مدال آلبرت اینشتین (۲۰۰۲) و (۲۰۱۲) شده است.

## یادداشت
1. ↑  hy:Հայաստանի գիտության վաստակավոր գործիչ